# Виконт Гошен

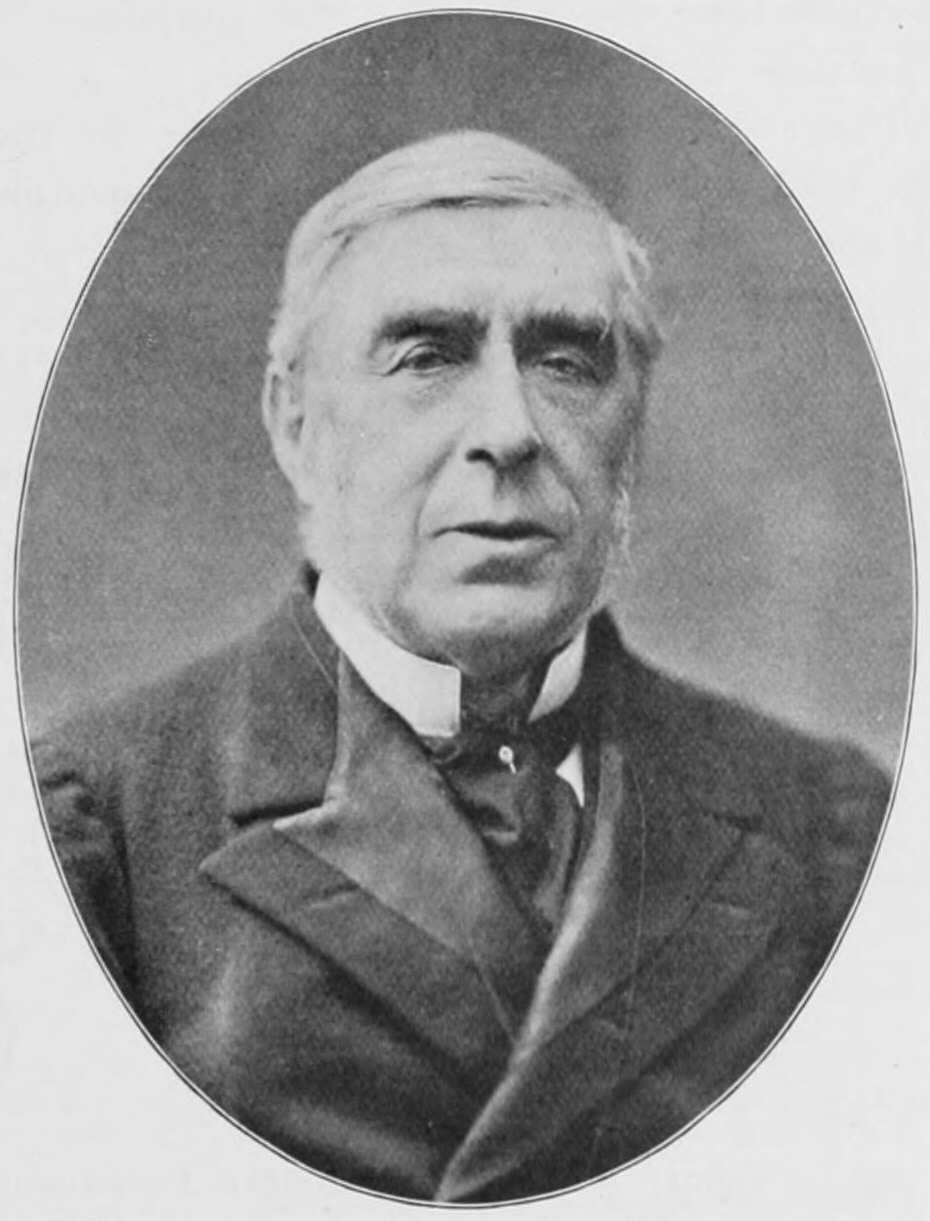
Джордж Иоахим Гошен, 1-й виконт Гошен (1831—1907)

Виконт Гошен (англ. Viscount Goschen) из Хокхерста в графстве Кент — наследственный титул в системе Пэрства Соединённого королевства.

## История
Титул виконта Гошена был создан 18 декабря 1900 года для британского политика Джорджа Гошена (1831—1907), который вышел на пенсию после долгой политической карьеры. Он был депутатом Палаты общин от Лондона (1863—1880), Рипона (1880—1885), Восточного Эдинбурга (1885—1886) и Сент-Джорджа, Ганновер-сквера (1887—1900), а также занимал должности генерального казначея (1865—1866), канцлера герцогства Ланкастерского (1866), первого лорда Адмиралтейства (1871—1874, 1895—1900) и канцлера казначейства (1887—1892).
Его сын, Джордж Иоахим Гошен, 2-й виконт Гошен (1866—1952), консервативный депутат Палаты общин от Восточного Гринстеда (1895—1905), занимал пост губернатора Мадраса (1924—1929). Его племянник, Джон Александр Гошен, 3-й виконт Гошен (1906—1977), являлся капитаном йоменской гвардии в консервативных администрациях Гарольда Макмиллана, сэра Александра Дугласа-Хьюма и Эдварда Хита (1962—1964, 1970—1971).
По состоянию на 2024 год носителем титула являлся сын последнего, Джайлс Джон Гарри Гошен, 4-й виконт Гошен (род. 1965), который сменил своего отца в 1977 году. Она занимал младшие министерские посты в консервативном правительстве Джона Мейджора (лорд в ожидании в 1992—1994 годах, заместитель министра транспорта в 1994—1997 годах). Лорд Гошен сохранил своё место в Палате лордов после принятия Акта Палаты лордов 1999 года.
Сэр Эдвард Гошен, 1-й баронет (1847—1924), британский дипломат, младший брат 1-го виконта Гошена. Являлся послом Великобритании в Сербии (1899—1900), Дании (1900—1905), Австро-Венгрии (1905—1908) и Германии (1908—1914). В 1916 году получил титул баронета из Бикон Лодж.
Семейная резиденция — Хилтон-хаус в Финчэмпстэд Ридж в окрестностях Кроутона в графстве Беркшир.

## Виконты Гошен (1900)
- 1900—1907: Джордж Иоахим Гошен, 1-й виконт Гошен (10 августа 1831 — 7 февраля 1907), старший сын Уильяма Генриха Гошена (1793—1866);
- 1907—1952: Джордж Иоахим Гошен, 2-й виконт Гошен (15 октября 1866 — 24 июля 1952), старший сын предыдущего;
- 1952—1977: Джон Александр Гошен, 3-й виконт Гошен (4 июля 1906 — 22 марта 1977), второй (младший) сын достопочтенного сэра Уильяма Генри Гошена (1870—1943), племянник предыдущего;
- 1977 — настоящее время: Джайлс Джон Гарри Гошен, 4-й виконт Гошен (род. 16 ноября 1965), единственный сын предыдущего;
  - Наследник титула: достопочтенный Александр Джон Эдвард Гошен (род. 5 октября 2001), единственный сын предыдущего.